# سارقات (فلم)
سارقات هو فيلم كوميدي حركي مشترك (أمريكي-فرنسي-مكسيكي) ، من إنتاج 2006.

## أحداث الفيلم
تدور أحداث الفيلم في المكسيك عام 1850، ويحكي قصة فتاتين مكسيكيتين، سارة ساندوفال (سلمى حايك)، وهي فتاة ثرية متعلمة، ابنة رجل صاحب أراضي، درست في جامعات إنكلترا وفرنسا وإسبانيا، وماريا ألفاريز (بينيلوب كروز) وهي فتاة غير متعلمة تملك هي ووالدها أرضاً صغيرة. يتعرض والدا سارة وماريا إلى هجوم مسلح من قبل البارون الأمريكي، ليبسط سيطرته على كل الأراضي المجاورة، فيُقتل والد سارة، أما والد ماريا فينجوا. رداً على ذلك تخطط الفتاتان لسرقة مصرف البلدة، لتعيدا إلى الأهالى الأموال التي نهبها البارون.

## طاقم العمل

### تأليف
- لوك بيسون.[1][2]
- روبرت مارك كامين.

### إخراج
- يواكيم روننج.[1][2]
- إسبن ساندبرج.

### ممثلون
- سلمى حايك.[1][2]
- بينيلوب كروز.
- ستيف زان.
- سام شيبارد.
- دوايت يواكام.
- إسماعيل إيست كارلو.

### منتج منفذ
- لوك بيسون.[1][2]

### موسيقى تصويرية
- إريك سيرا.[1][2]

### تصوير
- تييري أربوغاست.[1][2]

### مونتاج
- فريدريك تورافال.[1][2]

### إنتاج
- يوروبا كورب.[1][2]
- كنال بلاس.

## الإيرادات
- $18,381,890.

## روابط خارجية
- مقالات تستعمل روابط فنية بلا صلة مع ويكي بيانات